# Karoline Schuch

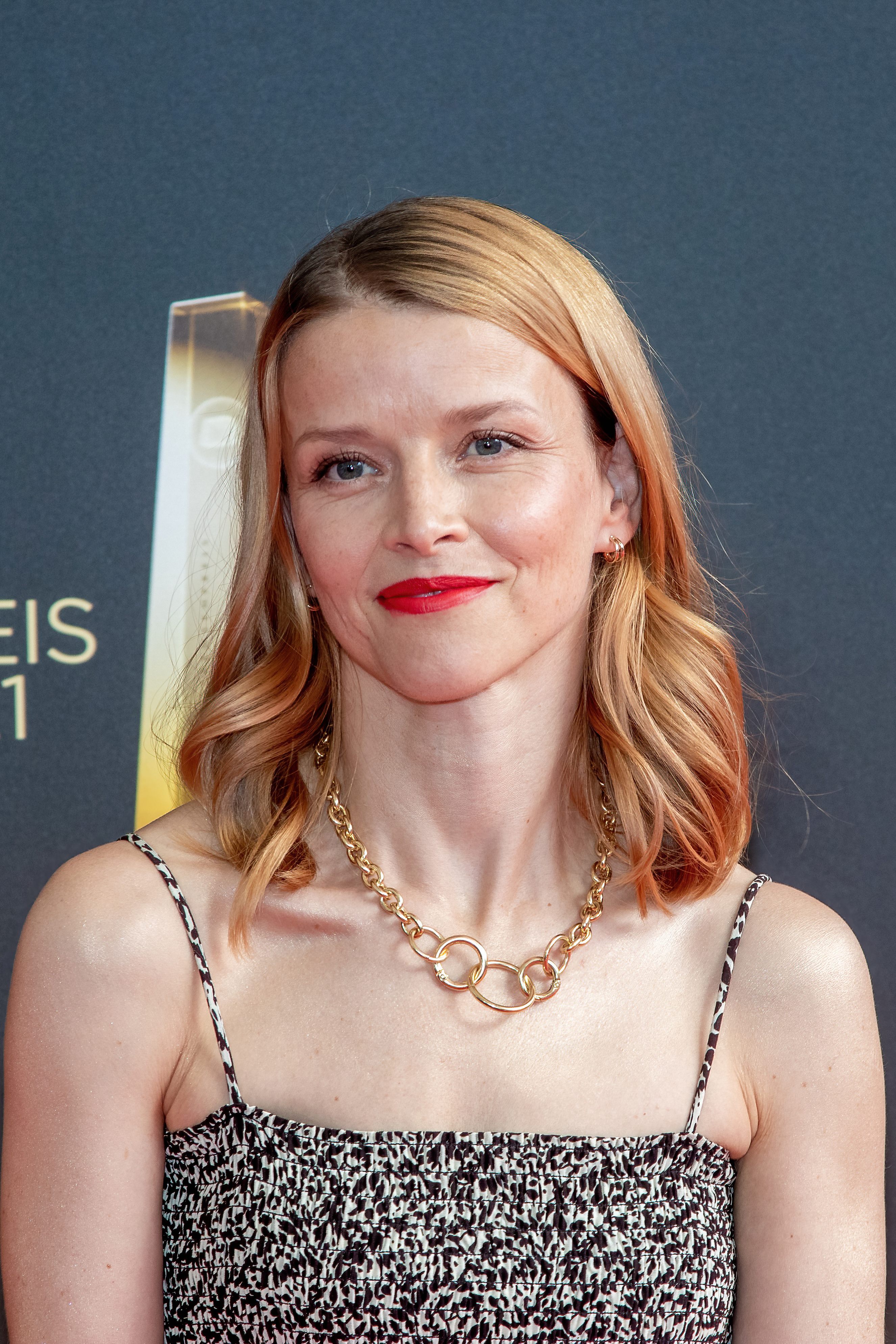
Karoline Schuch, 2021

Karoline Schuch (* 19. Oktober 1981 in Jena) ist eine deutsche Schauspielerin. Ihren Karrieredurchbruch hatte sie 2000 als Lara Cornelius in der Seifenoper Verbotene Liebe. Seitdem trat sie in über 60 Film- und Fernsehproduktionen auf.

## Leben
Karoline Schuch wuchs gemeinsam mit ihrem vier Jahre jüngeren Bruder Albrecht Schuch, der später ebenfalls den Schauspielberuf ergriff, in Jena auf. Früh nahm sie professionelles Schauspiel- und Stimmtraining, unter anderem bei Michael Keller (Hochschule für Schauspielkunst Ernst Busch) und bei Frank Betzelt in Berlin. Zudem absolvierte sie an der Freien Universität Berlin ein Diplomstudium in Psychologie, das sie 2010 erfolgreich abschloss.
Schuch ist Mitglied der Deutschen Filmakademie. Sie ist liiert und wurde 2014 Mutter einer Tochter. 2017 bekam sie eine zweite Tochter.
Sie lebt, nach Jahren in Berlin, heute in Mecklenburg-Vorpommern.

## Karriere
Schuch stand bereits im Alter von sechs Jahren im Verein „Kinderstudio Jena e. V.“ auf der Bühne. Zur Jahrtausendwende erhielt sie einen Vertrag für eine Hauptrolle in der Seifenoper Verbotene Liebe, in der sie bis 2002 die Rolle der ‚Lara Cornelius‘ verkörperte.
Im Kölner Tatort spielte sie von 2001 bis 2010 in einigen Folgen Melanie Schenk, die Tochter des von Dietmar Bär gespielten Hauptkommissars Freddy Schenk. Parallel und danach hatte sie auch zahlreiche Gastrollen in weiteren Tatort-Folgen anderer Ermittlerteams. 2008 bekam sie den Günter-Strack-Fernsehpreis als „beste Nachwuchsdarstellerin“ für ihre Rolle im Tatort: Bevor es dunkel wird des Frankfurter Ermittlerduos Dellwo und Sänger. Ab 2026 tritt sie als Kriminalpsychologin Elli Krieger die Nachfolge von Klaus Borowski im Kieler Tatort an.
2003 verkörperte Schuch in dem für den Grimme-Preis nominierten Liebesfilm Mein erster Freund, Mutter und ich aus der Reihe made by ProSieben die beste Freundin der von Jasmin Schwiers dargestellten Hauptprotagnistin Nicole Maibach.
2004 gehörte sie neben Nina Kronjäger und Leonard Carow als ‚Lily Wolf‘ zum Hauptcast der zwölfteiligen ZDF-Fernsehserie Typisch Mann!. 2006 spielte sie in Otto Waalkes’ Kinokomödie 7 Zwerge – Der Wald ist nicht genug in einer Nebenrolle ‚Gretel‘. 2008 übernahm sie im Märchenfilm Das tapfere Schneiderlein an der Seite von Kostja Ullmann und Axel Milberg die Hauptrolle der ‚Prinzessin Paula‘.

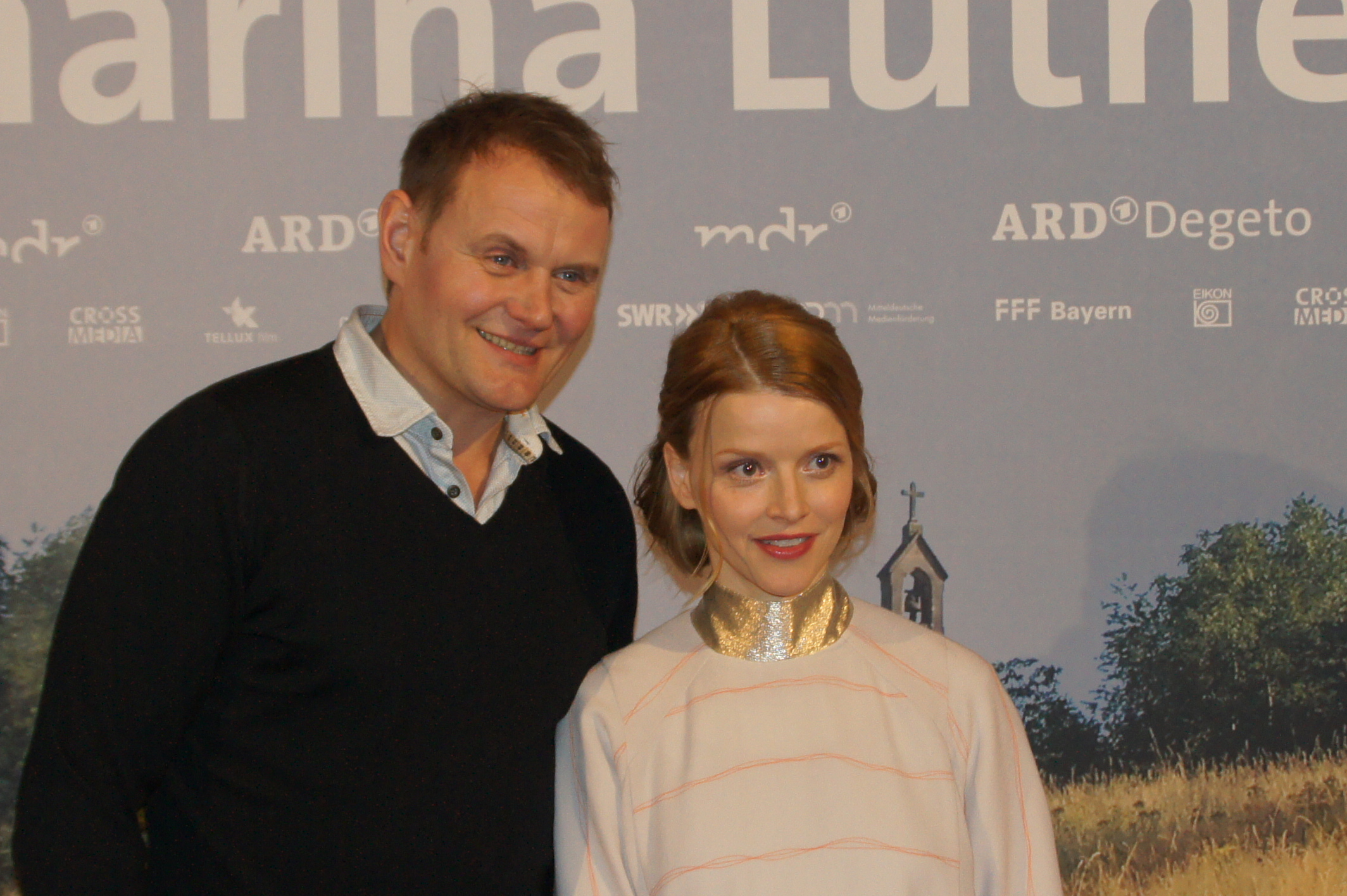
Karoline Schuch mit Devid Striesow, 2017

2009 war Schuch in einer Nebenrolle als ‚Lena‘ in Til Schweigers Liebeskomödie Zweiohrküken zu sehen. 2012 besetzte Schweiger mit ihr als Staatsanwältin ‚Sara Lilly Müller‘ in seinem Action-Thriller Schutzengel eine der Hauptrollen. 2010 verkörperte sie in der Verfilmung der Biografie des Rappers Bushido unter dem Titel Zeiten ändern Dich dessen Freundin. 2015 spielte sie an der Seite von Devid Striesow die britische Journalistin ‚Lena‘ in der Hape-Kerkeling-Verfilmung Ich bin dann mal weg. 2017 übernahm sie, ebenfalls mit Striesow (als Ehemann Martin Luther), die Titelrolle im ARD-Historienfilm Katharina Luther.
2018 war sie in Michael Herbigs Kinothriller Ballon, welcher die als „Ballonflucht“ bekannt gewordene Fluchtaktion zweier Familien aus der DDR thematisiert, als ‚Doris Strelzyk‘ neben Friedrich Mücke in der Hauptrolle zu sehen. 2022 stand sie für die internationale ARD-Mystery-Serie Oderbruch als ‚Kommissarin Maggie Kring‘ neben Felix Kramer und Lucas Gregorowicz in der Serienhauptrolle vor der Kamera.
Für die 2023 veröffentlichte Fernsehserie Die zweite Welle im ZDF übernahm Schuch die Hauptrolle.

## Filmografie

### Kino
- 2002: Kiss and Run
- 2003: Herbst
- 2003: Der Puppengräber
- 2006: 7 Zwerge – Der Wald ist nicht genug
- 2007: Zepp
- 2007: Wie es bleibt
- 2008: Weltstadt
- 2009: Zweiohrküken
- 2010: Zeiten ändern dich
- 2012: Puppe, Icke & der Dicke
- 2012: Schutzengel
- 2012: 3 Zimmer/Küche/Bad
- 2012: Mann tut was Mann kann
- 2013: Hannas Reise
- 2014: Wir sind die Neuen
- 2015: Da muss Mann durch
- 2015: Willa (Kurzfilm)
- 2015: Ich bin dann mal weg
- 2017: Nur ein Tag
- 2018: Ballon
- 2019: Baumbacher Syndrome

### Fernsehen

#### Fernsehfilme
- 2002: Wilde Mädchen – Wer küsst Paul?
- 2003: Wilde Jungs
- 2003: Seventeen – Mädchen sind die besseren Jungs
- 2003: Mein erster Freund, Mutter und ich
- 2003: Die Schönste aus Bitterfeld
- 2004: Die andere Frau
- 2006: Jean – Paul – Marie
- 2006: Die Pathologin – Im Namen der Toten
- 2008: Einer bleibt sitzen
- 2008: Das tapfere Schneiderlein
- 2009: Krupp – Eine deutsche Familie (Dreiteiler)
- 2009: Killerjagd. Töte mich, wenn du kannst
- 2015: Unter der Haut
- 2017: Katharina Luther
- 2020: Die Toten am Meer
- 2020: Das Geheimnis des Totenwaldes
- 2021: Für immer Sommer 90
- 2022: Bis zum letzten Tropfen

#### Fernsehserien und -reihen
- 2000–2002: Verbotene Liebe (248 Folgen)
- 2001–2010: Tatort (Folgen als Melanie Schenk)
  - 2001: Bestien
  - 2005: Erfroren
  - 2007: Spätschicht
  - 2008: Verdammt
  - 2010: Schmale Schultern
  - 2010: Familienbande
- 2002: Axel! (2 Folgen)
- 2004: Typisch Mann! (12 Folgen)
- 2004: Im Namen des Gesetzes (Folge Die Schuldenfalle)
- 2005: Wolffs Revier (Folge Gebrannte Kinder)
- 2005: Abschnitt 40 (Folge Kindeswohl)
- 2005: SOKO Wismar (Folge Blütenträume)
- 2006: Tatort: Nachtwanderer
- 2006: Kommissar Stolberg (Folge Hexenjagd)
- 2007: Tatort: Bevor es dunkel wird
- 2007: Die Familienanwältin (Folge Die Beschneidung)
- 2007: Doppelter Einsatz (Folge Nackte Angst)
- 2008–2012: Der Alte (verschiedene Rollen, 3 Folgen)
- 2008: Doktor Martin (Folge In Gedanken bei Dir)
- 2009: SOKO Köln (Folge Familienglück)
- 2011: Danni Lowinski (Folge Colonia)
- 2011–2013: Der letzte Bulle (Dana Rietmüller/Kringe, 29 Folgen)
- 2012: Kommissar Marthaler: Die Braut im Schnee
- 2012: SOKO Leipzig (Folge Stilbruch)
- 2013: Tatort: Kalter Engel
- 2015: Josephine Klick – Allein unter Cops (Folge Touristen)
- 2018: Tatort: Borowski und das Haus der Geister
- 2023: Die zweite Welle (Fernsehserie, 6 Folgen)
- 2024: Oderbruch (Fernsehserie, 8 Folgen)

## Auszeichnungen
- 2008: Günter-Strack-Fernsehpreis als „beste Nachwuchsdarstellerin“ für ihre Rolle im Tatort: Bevor es dunkel wird
- 2021: Bayerischer Fernsehpreis für ihre Rolle in Das Geheimnis des Totenwaldes